# 1803
1803. је била проста година.

## Догађаји

### Јул
- 1. јул — Данска је забранила увоз робова у Данске Западне Индије и постала прва земља која је забранила ропство.

### Август
- 1. март — Охајо је признат као 17. држава чланица САД

### Октобар
- 20. октобар — Сенат САД је ратификовао куповину Луизијане.

## Рођења

### Април
- 7. април — Флора Тристан, француска феминисткиња

### Мај
- 12. мај — Јустус фон Либиг, немачки хемичар.

### Јун
- 24. јул — Адолф Адам, француски композитор. (†1856)

### Децембар
- 11. децембар — Хектор Берлиоз, француски композитор